# London Passenger Transport Board
Der London Passenger Transport Board (LPTB) war eine öffentlich-rechtliche Verkehrsorganisation, die von 1933 bis 1948 für den öffentlichen Personennahverkehr in London und Umgebung zuständig war. Zuvor hatte es keine übergeordnete Koordination der verschiedenen Verkehrsmittelarten gegeben. Wie alle seine Nachfolgeorganisationen bis 2000 trat der LPTB unter dem Markennamen London Transport in Erscheinung.

## Entstehung und Zusammensetzung
Der LPTB entstand am 1. Juli 1933 aufgrund des am 13. April 1933 vom britischen Parlament verabschiedeten Gesetzes London Passenger Transport Act 1933, das 1931 von Verkehrsminister Herbert Stanley Morrison vorgeschlagen worden war.
Dem Verwaltungsrat des LPTB gehörten sieben Mitglieder an. Diese wurden gemeinschaftlich von fünf „Ernennungstreuhändern“ ernannt. Gemäß Gesetz waren dies
- der Vorsitzende des London County Council (LCC)
- ein Vertreter des Londoner Verkehrsrates (ein dem Verkehrsministerium unterstelltes Komitee)
- der Vorsitzende des Komitees der Londoner Clearing-Banken
- der Präsident der Law Society (Anwaltskammer von England und Wales)
- der Präsident des Institute of Chartered Accountants in England and Wales (Vereinigung der amtlich zugelassenen Buchhalter von England und Wales)[2]

## Einzugsgebiet

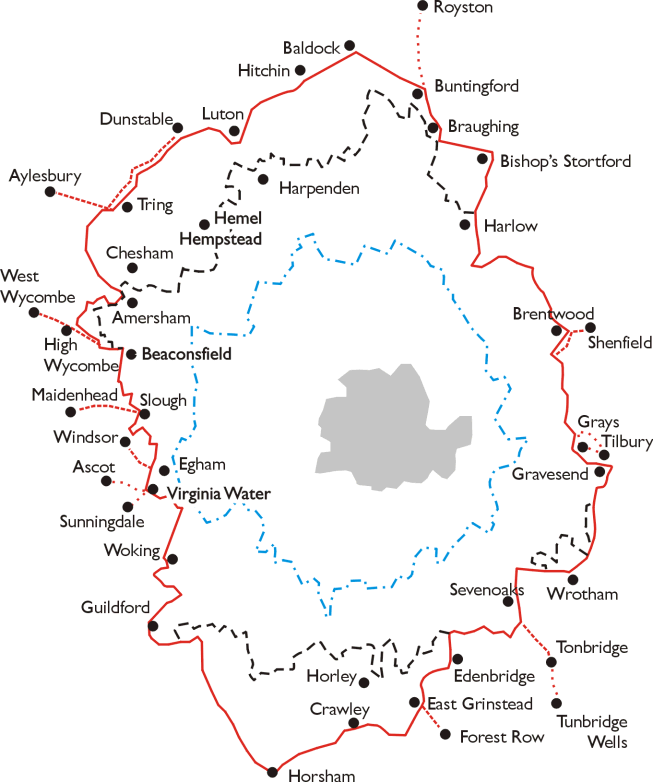
Einzugsgebiet des LPTB

Das Einzugsgebiet des LPTB, die so genannte London Passenger Transport Area, hatte ungefähr einen Radius von 30 Meilen (48 km) rund um Charing Cross. Es reichte somit über die Grenzen jenes Gebietes hinaus, das später offiziell zu Greater London wurde; bis Baldock im Norden, Brentwood im Osten, Horsham im Süden und High Wycombe im Westen.
Dieses Gebiet ist in nebenstehender Karte mit einer durchgehenden roten Linie gekennzeichnet. Innerhalb der Special Area (gestrichelte schwarze Linie) besaß der LPTB ein Monopol auf den öffentlichen Personennahverkehr, ohne Erlaubnis des LPTB waren andere Anbieter nicht zugelassen. Zum Vergleich dazu ist der damalige Einzugsbereich des Metropolitan Police Service blau eingezeichnet, das County of London erscheint als graue Fläche. Buslinien auf Straßen, die der LPTB außerhalb seines Einzugsgebiets betreiben durfte, sind als gepunktete rote Linien eingetragen.

## Im LPTB aufgegangene Verkehrsunternehmen
Mit dem Gesetz gingen folgende Verkehrsunternehmen im LPTB auf:
U-Bahnen
- Underground Electric Railways Company of London, Holding bestehend aus
  - London Electric Railway, Betriebsgesellschaft der:
    - Baker Street and Waterloo Railway
    - Great Northern, Piccadilly and Brompton Railway
    - Hampstead & Highgate Line

  - City and South London Railway
  - Central London Railway
  - District Railway
- Metropolitan Railway inkl. der von ihr kontrollierten
  - Great Northern and City Railway

Straßenbahnen
- Private Gesellschaften
  - London United Tramways (46,7 km)
  - Metropolitan Electric Tramways (86,1 km)
  - South Metropolitan Electric Tramways (21,0 km)
- Kommunale Gesellschaften
  - London County Council Tramways (269,0 km)
  - Middlesex County Council (68,6 km; an die Metropolitan Electric Tramways verpachtet)
  - Hertfordshire County Council (34,6 km; an die Metropolitan Electric Tramways verpachtet)
  - City of London (0,4 km; vom London County Council betrieben)
  - Barking Town Urban District Council Light Railways (2,9 km; betrieben von der Ilford Corporation, dem London County Council und der East Ham Corporation)
  - Bexley and Dartford Urban District Councils (16,6 km; gemeinsamer Betrieb seit 1921)
  - Croydon Corporation Tramways (14,9 km)
  - East Ham Corporation Tramways (13,4 km)
  - Erith Urban District Council Tramways (6,4 km)
  - Ilford Urban District Council Tramways (11,5 km)
  - Leyton Corporation Tramways (14,5 km; Betrieb durch London County Council seit 1921)
  - Walthamstow Urban District Council Light Railways (14,4 km)
  - West Ham Corporation Tramways (26,2 km)

Busbetriebe
- London General Omnibus Company (LGOC)
- London General Country Services
- Overground
- Tilling & British Automobile Traction
- Green Line Coaches

## Weitere Entwicklung

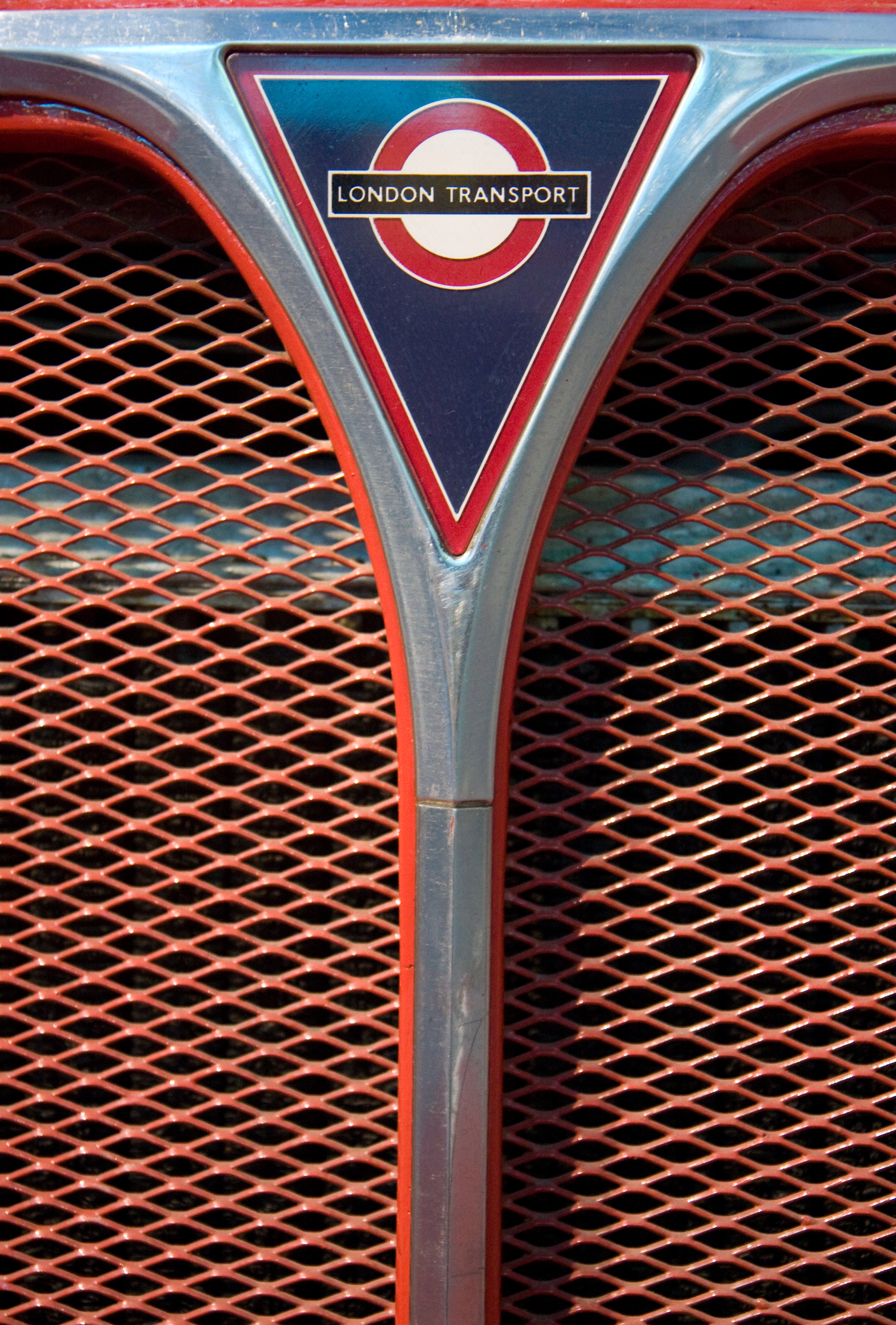
London-Transport-Logo auf dem Kühlergrill eines Routemaster-Busses

Der LPTB besaß die Befugnis, mit den Eisenbahngesellschaften Vereinbarungen betreffend Vorortverkehr in ihrem Einzugsgebiet zu treffen. Sämtliche Omnibusse, Trolleybusse, Straßenbahn-Wagen und U-Bahn-Wagen im zentralen Bereich erhielten einen einheitlichen roten Anstrich, der später für London charakteristisch wurde. Busse in den ländlich geprägten Außengebieten und solche auf Schnellbuslinien von dort in die Londoner Innenstadt erhielten eine grüne Lackierung, letztere verkehrten unter der Bezeichnung Green Line.
In den Jahren 1935 bis 1940 vollzog der LPTB ein umfangreiches Investitionsprogramm namens New Works Programme, das die Verlängerung von Linien und die Modernisierung des bestehenden Netzes vorsah. Dazu gehörten Verlängerungen der Central Line, Bakerloo Line, Northern Line und Metropolitan Line, neue Züge und Depots, umfangreiche Umbauten zentraler U-Bahnhöfe sowie der Ersatz des Straßenbahnnetzes durch Trolleybusse, der aber durch die Auswirkungen des Krieges bis 1952 andauerte. Der LPTB entwickelte auch die einheitliche Corporate Identity der früheren Underground Group mit dem Markennamen London Transport weiter.
Der LPTB wurde am 1. Januar 1948 durch die London Transport Executive abgelöst, bestand aber als juristische Person bis zum 23. Dezember 1949 weiter.